# سیارک ۵۸۳۴۵
سیارک ۵۸۳۴۵ (به انگلیسی: 58345 Moomintroll، نامگذاری:1995CZ1)۵۸۳۴۵مین سیارک کشف شده‌است که در ۰۷ فوریه ۱۹۹۵ کشف شد.